# Ah! Ça ira

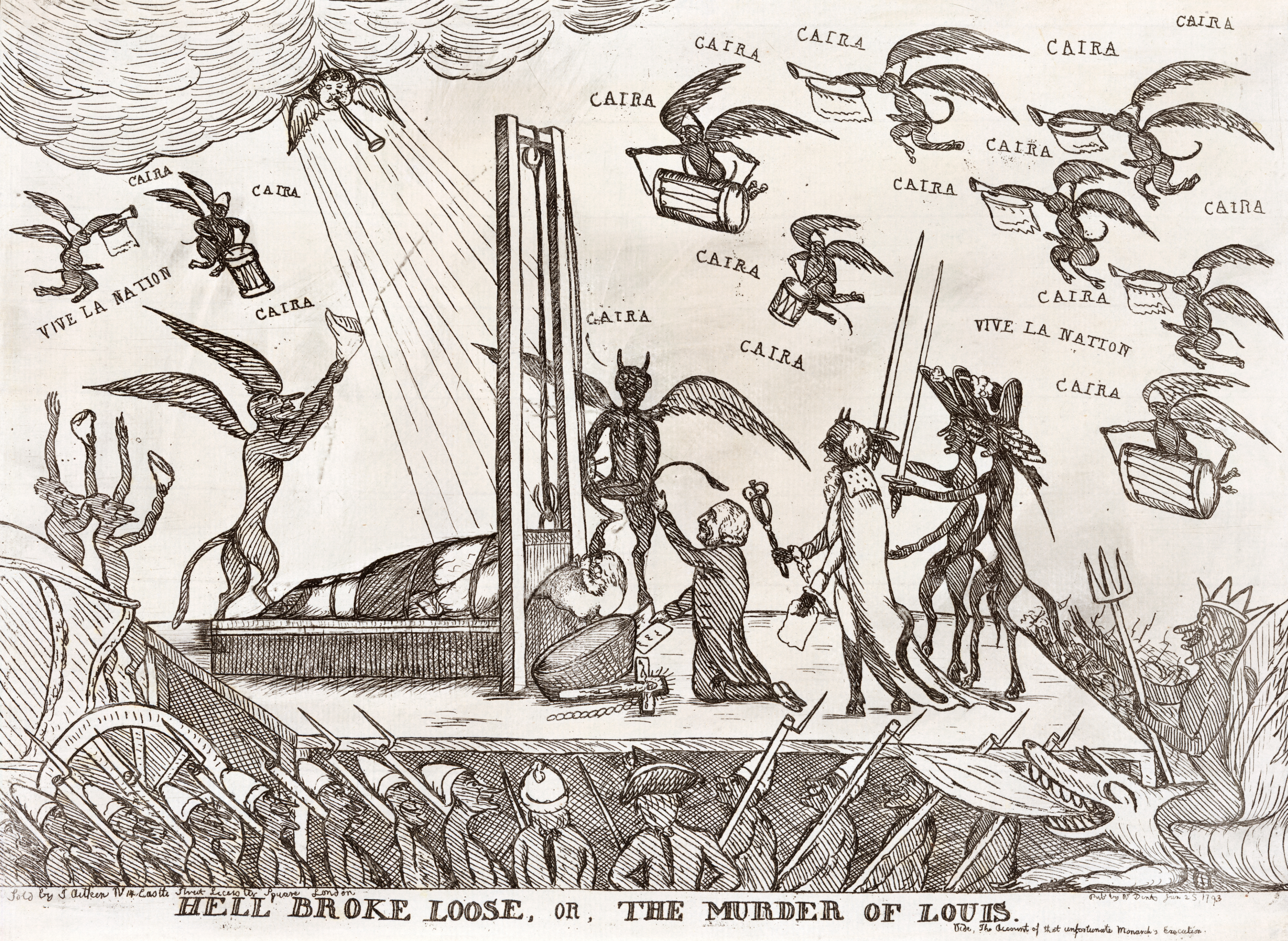
Fliegende Teufel singen bei der Exekution Ludwigs XVI. Ça ira und Vive la nation. Britischer Druck von 1793

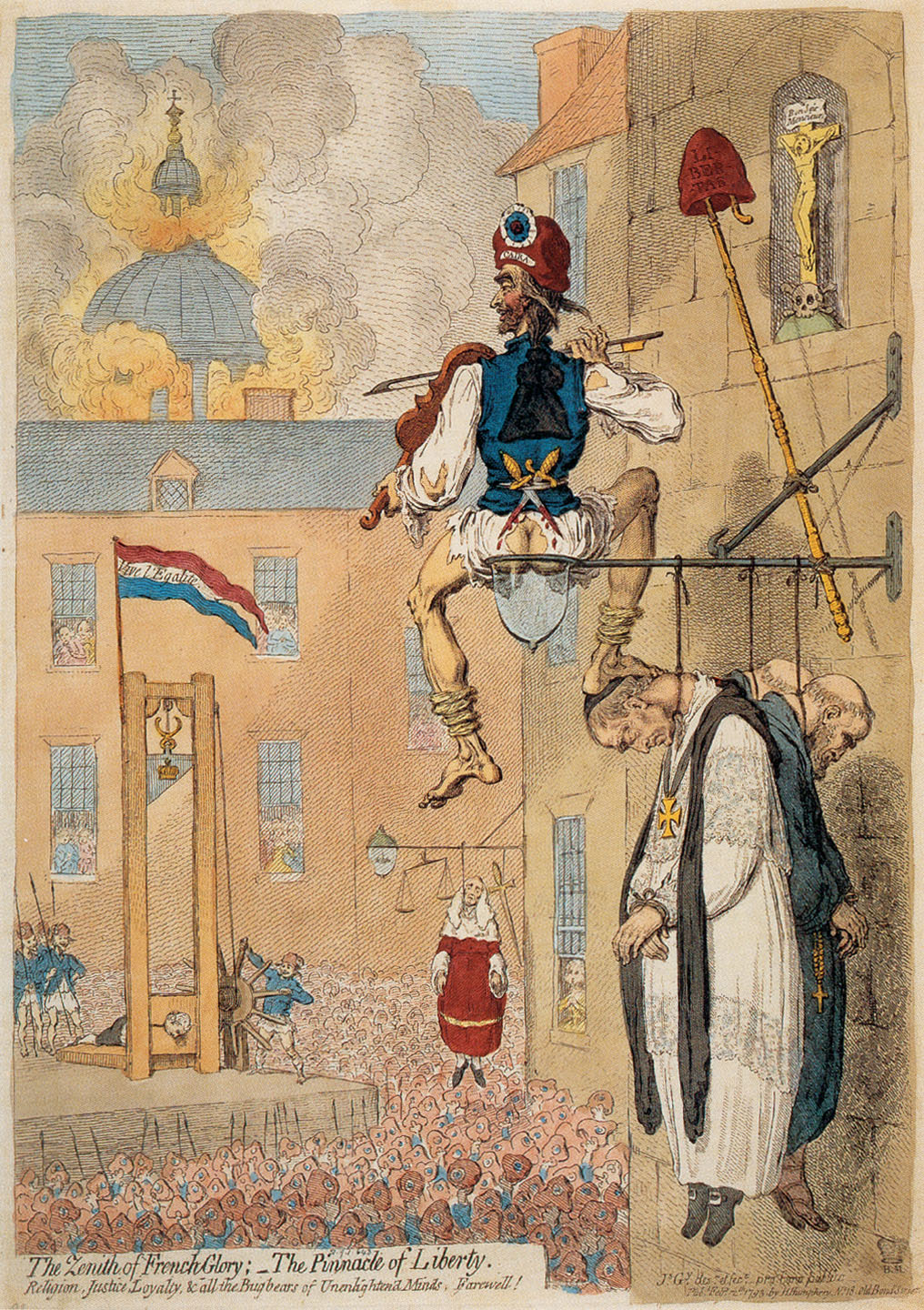
Ça ira steht auf der Jakobinermütze des Violinisten

Ah! Ça ira (franz. wörtlich: ‚das wird gehen‘, sinngemäß: ‚wir schaffen das!‘) ist der Titel und zugleich der einprägsame Refrain eines der bekanntesten Kampflieder aus der Zeit der Französischen Revolution. Es entstand im Mai 1790 und wurde insbesondere während des Föderationsfestes am 14. Juli 1790  vielfach angestimmt. Das Lied avancierte rasch zu einem musikalischen Ausdruck revolutionärer Kampfbereitschaft und richtete sich vor allem gegen Aristokratie, Klerus und Adel.
Das Lied existiert in mehreren Fassungen, die sich in Textdetails unterscheiden, aber stets das markante Ça ira als wiederkehrendes Motiv enthalten. Melodisch basiert es auf dem zeitgenössisch populären Kontratanz Le Carillon national, dessen eingängige Struktur maßgeblich zu seiner Verbreitung beitrug. Während die ursprüngliche Version eher eine optimistische Vision der Revolution transportierte, nahmen spätere Varianten, insbesondere während der Radikalisierung der Revolution, zunehmend eine schärfere, teils gewaltsame Tonalität an, die den kompromisslosen Kampf gegen die „Feinde des Volkes“ propagierte.

## Originalversion
Die erste weitverbreitete Fassung wird dem Straßensänger Ladre zugeschrieben, während die Popularität der Redewendung Ça ira auf Benjamin Franklin zurückgeht, der, zu diesem Zeitpunkt in Frankreich weilend, derart seine Prognose zum Amerikanischen Unabhängigkeitskrieg abgab. Erste Bekanntheit unter den Revolutionsteilnehmern erlangte das Ça ira während der Vorbereitungen auf das Föderationsfest. Mit dem Laufe der Revolution stieg auch die Bekanntheit und die Verwendung des Lieds rasant an. Im späteren Verlauf der Revolution nahm die Relevanz des Liedes mit der steigenden Bedeutung der Marseillaise sukzessive ab.
| Original | Übersetzung |
| --- | --- |
| Ah! ça ira, ça ira, ça ira, Le peuple en ce jour sans cesse répète, Ah! ça ira, ça ira, ça ira, Malgré les mutins tout réussira. Nos ennemis confus en restent là Et nous allons chanter „Alléluia!“ Ah! ça ira, ça ira, ça ira, Quand Boileau jadis du clergé parla Comme un prophète il a prédit cela. En chantant ma chansonnette Avec plaisir on dira: Ah! ça ira, ça ira, ça ira! Suivant les maximes de l’évangile Du législateur tout s’accomplira. Celui qui s’élève on l’abaissera Celui qui s’abaisse on l’élèvera. Le vrai catéchisme nous instruira Et l’affreux fanatisme s’éteindra. Pour être à la loi docile Tout Français s’exercera. Ah! ça ira, ça ira, ça ira! Pierrette et Margot chantent la guinguette Réjouissons-nous, le bon temps viendra! Le peuple français jadis à quia, L’aristocrate dit: „Mea culpa!“ Le clergé regrette le bien qu’il a, Par justice, la nation l’aura. Par le prudent Lafayette, Tout le monde s’apaisera. Ah! ça ira, ça ira, ça ira, Par les flambeaux de l’auguste assemblée, Ah! ça ira, ça ira, ça ira, Le peuple armé toujours se gardera. Le vrai d’avec le faux l’on connaîtra, Le citoyen pour le bien soutiendra. Ah! ça ira, ça ira, ça ira, Quand l’aristocrate protestera, Le bon citoyen au nez lui rira, Sans avoir l’âme troublée, Toujours le plus fort sera. Petits comme grands sont soldats dans l’âme, Pendant la guerre aucun ne trahira. Avec cœur tout bon Français combattra, S’il voit du louche, hardiment parlera. Lafayette dit: „Vienne qui voudra!“ Sans craindre ni feu, ni flamme, Le Français toujours vaincra! | Ah, wir werden es schaffen, Das Volk wiederholt es heute andauernd, Ah, wir werden es schaffen, Trotz der Aufrührer wird alles gelingen. Unsere Feinde sind darüber verwirrt , Und wir werden „Halleluja!“ singen. Ah, wir werden es schaffen, Als Boileau einst vom Klerus sprach. Sagte er dies wie ein Prophet vorher. Indem man mein Liedchen singt. Wird man freudig sagen: Ah, wir werden es schaffen! Nach den Maximen des Evangeliums Des Gesetzgebers wird sich alles erfüllen. Wer sich erhebt, wird erniedrigt werden, Wer sich erniedrigt, wird erhoben werden. Der wahre Katechismus wird uns belehren Und der schreckliche Fanatismus wird erlöschen. Dem Gesetz fügsam zu sein, Wird jeder Franzose eifrig sein. Ah, wir werden es schaffen! Pierrette und Margot singen die Guingette Freuen wir uns, die guten Zeiten kommen! Das französische Volk hatte lange die Maulstarre, [Nun] sagt der Aristokrat: „Mea culpa!“ Der Klerus bereut seinen Reichtum, Um der Gerechtigkeit willen wird ihn der Staat bekommen. Dank des umsichtigen Lafayette, Werden alle friedlich werden. Ah, wir werden es schaffen, Durch die Fackeln der erhabenen Versammlung, Ah, wir werden es schaffen, Das bewaffnete Volk wird sich stets schützen. Wir werden das Gute und das Falsche scheiden, Die Bürger werden das Gute unterstützen. Ah, wir werden es schaffen, Wenn der Aristokrat protestiert, Wird der gute Bürger ihm ins Gesicht lachen, Ohne sich Sorgen machen zu müssen, Und wird immer der Stärkere sein. Die Kleinen wie die Großen werden im Geist Soldaten sein, Während des Krieges wird niemand verraten. Mutig wird jeder gute Franzose kämpfen, Und wenn er etwas Unlauteres sieht, wird er kühn sprechen. Lafayette sagt: „Es komme, wer will!“ Ohne Angst vor Feuer oder Flamme, Wird der Franzose stets gewinnen! |

## Sansculottenversion
Die folgende Version wurde von den Sansculotten während der Zeit der Terrorherrschaft gesungen und ist in ihrem Ton und der Semantik explizit radikaler als die obige Originalfassung.
| Original | Übersetzung |
| --- | --- |
| Ah! ça ira, ça ira, ça ira, Les aristocrates à la lanterne! Ah! ça ira, ça ira, ça ira, Les aristocrates on les pendra! Le despotisme expirera, La liberté triomphera, Ah! ça ira, ça ira, ça ira, Nous n’avons plus ni nobles, ni prêtres, Ah! ça ira, ça ira, ça ira, L’égalité partout régnera. L’esclave autrichien le suivra, Au diable s’envolera. Ah! ça ira, Ah! ça ira, Au diable s’envolera. | Ah, wir werden es schaffen, Die Adeligen an die Laterne! Ah, wir werden es schaffen, Die Adeligen werden wir erhängen! Die Tyrannei wird ihren Geist aushauchen, Die Freiheit wird triumphieren, Ah, wir werden es schaffen, Es gibt weder Adelige noch Priester mehr, Ah, wir werden es schaffen, Die Gleichheit wird überall herrschen. Der österreichische Sklave kommt auch noch an die Reihe, Er wird zum Teufel gehen. Ah, wir werden es schaffen, Er wird zum Teufel gehen. |

## Deutsche Rezeption
Aufgrund der großen Wellen, die die Französische Revolution schlug, wurde das Ça ira als bekanntes Revolutionslied auch in zeitgenössischen deutschen Zeitschriften und Monatsblättern rezipiert beziehungsweise erwähnt.
- Journal des Luxus und der Moden, Jhg. 5, 1790, S. 651f.[2] Geschrieben in Paris, 6. November 1790.

Das Journal des Luxus war eine deutsche Modezeitschrift von 1787 bis 1812, die in Deutschland erschien und bis 1827 unter anderen Titeln fortgeführt wurde. Hier wurde nicht nur Mode, sondern auch Berichte über verschiedene kulturgeschichtliche Themen, wie beispielsweise Musik, Literatur oder Kunst thematisiert.
Der ausführliche Artikel behandelt die Entwicklung des Ça ira ausgehend von seinem Anfang beim Föderationsfest hin zu seinem populären Status als einem allgemeinen, politischen und nationalen Volkslied. Auffällig ist außerdem, dass man in der Zeitschrift Ah! Ça ira als „unser Volkslied“ definiert. Der Text zu der Melodie, die auf einem provinziell bekannten Kontratanz basierte, wurde jedoch oft subjektiv nach eigenen Willen verändert, sodass es sich verschiedene Variationen von Ah! Ça ira entwickelten. Das Lied und seine Variationen führten aber auch zu Auseinandersetzungen, sodass es teilweise zu Komplikationen unter den Bürgern kam. So berichtet man in dem Artikel von einem Vorfall wenige Wochen vor der Veröffentlichung in Chalon sur Saone zwischen einem Aristokrat und einem republikanischen Schuster zu Stande. Als der Schuster das Lied in einer Trinkhalle sang, fühlte sich ein vorbeilaufender Aristokrat beleidigt, sodass er den Schuster beim Bürgermeister verklagte. Der Bürgermeister warf dem Schuster einen Gesetzesverstoß vor und rief öffentlich aus, dass man keine Bürger durch Rede und Lieder beleidigen soll. Das Volk lachte jedoch den Befehl des Bürgermeisters aus und versammelte sich abends vor dem Haus des Bürgermeisters und Klägers und sang im Chor laut Ah! Ça ira. Der Verfasser des Berichts fügt hinzu, dass es schwierig sein soll den echten Text herauszufinden, weil sehr viele willkürliche Variationen von dem Lied existieren. Außerdem merkt er an, dass das Lied sehr bedeutend für die französische Geschichtsschreibung und Revolution ist.
- Deutsche Monatsschrift 1793, Bd. 1, S. 3–33, K.F. Häberlin.[3]

Erwähnung fand das Ça ira auch in dem Artikel Ueber die Güte der deutschen Staatsverknüpfung des bekannten deutschen Juristen Karl Friedrich Häberlin. Der Artikel erschien im ersten Band des Jahres 1793 der Deutschen Monatsschrift. Er elaboriert die Vorteile der bereits in Deutschland vorhandenen zeitgenössischen Verfassungen. Anfangs resümiert er zudem die Veränderungen für Bürger und Verfassung gleichermaßen in verschiedenen anderen durch Revolution und Aufklärung beeinflussten europäischen Staaten. Wenngleich das Lied selber nicht den Schwerpunkt des Artikels darstellt, so spricht sich Häberlin dennoch klar gegen den expliziten Gewaltaufruf gegen die Obrigkeit im Refrain des Ça ira aus, was seinem Verständnis von Rechtsstaatlichkeit widerspricht.
- Bayreuther Zeitung. Geschrieben am 16. Juli 1790.[4]

In der Bayreuther Zeitung äußerte man sich am 16. Juli 1790, also zwei Tage nach dem großen Föderationsfest in Frankreich kurz, wo Ah! Ça Ira bekanntlich gesungen wurde. Hauptsächlich geht es in dem Bericht um die näheren Umstände der Bundesfeier und der Zeremonie. Der Bericht thematisiert außerdem die Aufteilung der Departments in Frankreich durch die Revolution. In diesem Kontext wird kurz erwähnt, dass die Fenster am Boulevard geöffnet wurden und die Frauen den Deputierten laut folgende Verse aus dem Lied Ah! Ça ira gesungen haben: „Ah wir werden es schaffen. Unsere Brüder werden unsere Provinzen wiedergewinnen.“
- Allgemeine Literatur-Zeitung, Nr. 237. Geschrieben am 17. August 1804[5]

In der Nummer 237 der Allgemeinen Literatur-Zeitung vom 17. August 1804 wird in der Rezension von Joachim Heinrich Campes Neue Sammlungen merkwürdiger Reisebeschreibungen für die Jugend, in der Campe im fünften Teil Unterschiede u. a. zwischen Paris im Jahr 1803 und 13 Jahr zuvor herausarbeiten wollte, auf das Ça ira Bezug genommen: „Die berühmten Volkslieder: Ah! Ça ira etc., hörte man wohl noch in London, aber nicht mehr in Paris.“
- Allgemeine musikalische Zeitung, Juli 1816.[6]

In der Allgemeinen musikalischen Zeitung von Juli 1816, bezieht man sich ebenfalls kurz auf das Lied Ah! Ça ira. Hauptsächlich geht es in dem Artikel um eine Kantate vom 18. Juni 1816, welche zur Feier des Jahrestags der letzten Schlacht bei Belle Alliance von Carl Maria von Weber organisiert wurde. Der vollständige Ablauf der Kantate wird schrittweise wiedergegeben. An der Stelle, wo der Kriegerchor einführt, wird Ah! Ça ira gerufen, welches den Übermut des Feindes verdeutlichen soll. Zu dieser Zeit war mit Ludwig XVIII. wieder ein Monarch im Amt, was den Einsatz des Liedes zwecks Diffamierung der Revolution erklärt.
- Augsburgischen Ordinari Postzeitung, Nr. 15, 18. Januar 1791.[7]

In der Augsburgischen Ordinari Postzeitung, Nr. 15 vom 18. Januar 1791, wird in den tagesaktuellen Neuigkeiten aus diversen Städten von der Verwendung einer Abwandlung des Ça ira in einem Pariser Weihnachtsgottesdienst berichtet: „Man kniete nieder und sang ein langes französisches Weihnachtslied auf des Heilands Geburt, nach der Melodie der Opernarie, deren Schlußverse sich mit den Worten anfangen: ‚Ah ca ira, ca ira‘, und welches bekanntlich das Signal, daß man ein guter Demokrat ist.“ Aufgrund der konservativen Ausrichtung der Postzeitung und der folgenden Erwähnung des Missgunstes der an der Messe beteiligten Priester ist hier von einer negativen Wertung des Liedes in diesem Zusammenhang auszugehen.
- Neue Zeitschrift für Musik, Band 4, Ausgabe Januar bis Juli 1836.[8]

In der Neuen Zeitschrift für Musik, welche 1824 in Leipzig gegründet wurde, bezieht man sich am 9. Februar 1836 auf das Lied Ah! Ça ira. Man berichtet kurz von einem Ereignis, welches im Mai 1798 auf dem Pariser Elefantenkonzert geschah. Als man das Lied Ah! Ça ira mit vollem Orchester spielte, reagierten einige Tiere darauf mit voller Elan, verhielten sich lustig und machten Trompeten ähnliche Töne. Andere stimmten mit dem Klang nicht überein, zischten dazwischen und gingen hin und her, berichtet die Zeitschrift. Der Artikel verdeutlicht damit die Wirkung von Musik auf Tiere, die seit der Antike bekannt ist, und betont das auffällige und gegenteilige Verhalten der Tiere durch das Lied. Außerdem stellt man in dem Bericht die offene Frage, wodurch das durch das Lied bedingte Verhalten der Tiere auf das Lied begründet werden kann.
- Concordia: Zeitschrift für Arbeiterfrage, Bd. 3. Geschrieben am 2. Januar 1873.[9]

In der sozialdemokratisch orientierten Concordia wird der Leitartikel Ça ira des Neuen Social-Demokraten rezipiert, in dem das Lied so dargestellt wird, dass es selbst nach 80 Jahren „noch jetzt Schrecken und Entsetzen verbreitet unter den Feinden der Revolution.“ Das Lied erinnere die herrschende Klasse an den Sturm, den das Volk entfesseln könne.
Die Oberdeutsche Allgemeine Literaturzeitung rezensierte in der zweiten Ausgabe 1793 Johann Christian Dieterichs Revolutions-Almanach von 1794, der einen Aufsatz beinhaltet, der mit „Der Franzen muntres ça ira, verkehrt sich nun in ça s’en va!“ schließt.

## Weiteres
Außerdem wurde 1985 ein Buchverlag („Ça ira Verlag“) von der Gruppierung Initiative Sozialistisches Forum (ISF) aus Freiburg im Breisgau gegründet, die ideologiekritische Arbeiten veröffentlicht. Wie man an dem Namen des Verlags erkennen kann, führt die Namensgebung auf das französische Revolutionslied zurück.
Aus der Sammlung des belgischen Autors und Sammlers Carl de Vinck ist eine Karikatur erhalten, die einen abgemagerten Bauern innerhalb seines Wohnraums nach der Revolution zeigt. Der Text zu der Karikatur lautet: O Sacre Dieu uns bekomm bien die Liberte – Welck ein Wollöben! Es fleust der Milk und die Hönick! Ah, ca ira!, sinngemäß übersetzt: „Oh Herrgott, uns bekommt die Freiheit gut – welch ein Wohlleben! Es fließt die Milch und der Honig! Ah, wir werden es schaffen.“
Die französische Chanson-Sängerin Édith Piaf sang das Lied 1954.

## Version von Gojira
Die französische Metal-Band Gojira spielte am 26. Juli 2024 eine Neuauflage des Stücks gemeinsam mit der Opernsängerin Marina Viotti zur Eröffnungsfeier der Olympischen Sommerspiele 2024 in Paris. Die Musiker standen dabei auf verschiedenen Plattformen der Conciergerie, die während der Französischen Revolution als Gefängnis gedient hatte. Eine der bekanntesten Insassen war die letzte Königin Frankreichs Marie-Antoinette gewesen, die während des Auftritts enthauptet dargestellt wurde. Der Auftritt von Gojira wurde von einigen Christen als „satanisch“ bezeichnet. Sänger Joe Duplantier wies diese Vorwürfe zurück und erklärte, dass es einfach nur um französische Geschichte und französischen Charme gehe.
Das Lied wurde bei den Grammy Awards 2025 in der Kategorie Best Metal Performance ausgezeichnet.

## Musikalische Zitate
- Friedrich Witt: Symphonie A-dur (entstanden um 1790), 4. Satz (Allegretto)
- Umberto Giordano: Ouvertüre zur Oper Andrea Chénier (1896).
- Nikolai Mjaskowski: Symphonie Nr. 6 c-Moll op. 23 (1921–1923 / rev. 1947–1948), 4. Satz (neben dem Dies irae).
- Gojira & Marina Viotti: im Rahmen der Eröffnungsfeier zu den Olympischen Spielen 2024 in Paris